# 少翁
少翁（前2世纪—前117年），西汉齐国方士、靈媒。相傳姓李，曾封文成将军，故又稱文成。相傳是最早使用皮影戲變魔術的人。

## 生平
汉武帝元狩四年（公元前119年），少翁因善于鬼神之术得见汉武帝。大约五年（公元前118年），汉武帝所宠幸的王夫人过世，少翁用皮影为汉武帝召唤王夫人的鬼魂，如王夫人生前之貌，武帝从帷帐中望见了王夫人的样子，于是拜少翁为文成将军，赏赐甚多，以客礼礼待。
少翁向武帝进言，认为神灵未降临的原因是建筑物和服装都不像神物，与神灵不相称。于是画云气车，在胜日（古代五行家称金、木、土、水、火五行相克之日为“胜日”）驾车，以辟邪驅魔，趕走恶鬼。少翁又劝武帝造甘泉宫，其中造台室，画天神、地神、太一诸鬼神而置祭具，以設法跟鬼神通靈。一年多后，方术用盡，表演不出甚麼神跡，就以絲帛寫字夹在牧草中餵牛，並装神弄鬼地说：“此牛的腹中有奇怪的東西。”於是令人杀了牛剖腹，得到帛书，书中所言怪異不堪，受到武帝懷疑。有人认得少翁笔迹，向武帝檢舉。武帝認為是少翁幹的，于是暗中賜死了少翁。但隐秘其事。

## 典故
方士栾大曾与少翁师出同门。武帝弟胶东康王刘寄的王后是乐成侯丁义的姐姐，无子，刘寄死后庶子刘贤继位为王，丁王后有淫乱行为，和刘贤不合，互相陷害。丁王后得知少翁已死，想取悦武帝，通过丁义，讓栾大见武帝。武帝也悔恨太早殺了少翁，或許少翁還有一些沒展示過的方术。元鼎四年（公元前113年）二月见到栾大後，皇帝大悦，但栾大卻说担心自己步文成将军的后尘，方士們也不敢向皇帝獻策。武帝因此不承認殺了少翁，说：“文成將軍是吃马肝而死的（当时人传言马肝有毒，吃马肝会致死）。”遂成典故“文成食马肝”。后来栾大被封为「五利将军」，也因裝神弄鬼，犯了欺君之罪，伏诛。

## 轶闻
《汉武故事》将少翁记作李少翁，二百岁，貌若童子，很受武帝信任，说致意于太一就能升天达到蓬莱，但一年多后，道术未灵验。正逢武帝爱妃李夫人死，少翁自称能招魂，夜间张灯烛、设帷帐、陈酒肉，让武帝在其他帐中远远看见李夫人，却不得近观。《汉书·外戚列传》《册府元龟》亦载少翁招魂李夫人事，唐朝文学家谢观亦据此作《招李夫人魂赋（以「所思逝魂，伤春荣落」为韵）》。但李夫人去世在少翁死后多年（约公元前100年），疑即招魂王夫人事张冠李戴。
《汉武故事》还载，少翁伏诛一月有余后，从关东回来的使者在漕亭遇到了他，回去说见到了他，武帝生疑；发其棺，无所见，只见竹筒一枚。派人追寻，也无踪迹。

## 后世引用
东汉班固《西都赋》：“骋文成之丕诞，驰五利之所刑。” 唐朝温庭筠《马嵬驿》诗：“甘泉不得重相见，谁道文成是故侯。”宋朝杨亿《汉武》诗：“力通青海求龙种，死讳文成食马肝。”
汉成帝永始三年（前104年），凉州刺史谷永举少翁、栾大等例子劝阻成帝尊崇鬼神、方术之道，得成帝认可。
唐宣宗大中十一年（857年）九月，谏官劝阻宣宗迎接罗浮山处士轩辕集，宣宗对宰相崔慎由说：“告诉谏官们，即使少翁、栾大复生，也不能迷惑我。”
宋真宗天禧年间，朱能献《乾祐天书》。给事中、知垧州孙奭上书举少翁帛书喂牛之事，称朱能为妄言祥瑞的小人。